# Presiune metalostatică
Presiunea metalostatică este presiunea statică exercitată de metalul lichid  turnat într-o formă de turnare, similar cu o presiune hidrostatică, asupra pereților formei. Această presiune depinde de densitatea metalului lichid și poate provoca desfacerea formei dacă aceasta nu este asigurată.